# Stanislav Jungwirth
Stanislav Jungwirth (15. srpna 1930 Prachatice, Československo – 11. dubna 1986 Praha, Československo) byl československý sportovec, atlet-běžec na středních tratích 400 m, 800 m, 1500 m, 2000 m a 3000 metrů.
Překonal dva světové rekordy - nejprve na 1 km časem 2:21.2 (27. října 1952) a poté jako první běžec světa prolomil (výkonem 3:38.1) hranici 3:40 na 1500 m (12. července 1957 na škvárové dráze v Houštce).[zdroj?] Na Mistrovství Evropy v atletice 1954 získal bronzovou medaili na 1500 m. Na Letní olympijské hry v roce 1952 v Helsinkách neměl z politických důvodů odcestovat; povolení dostal až poté, co se ho zastal běžec Emil Zátopek. Zátopek tenkrát prohlásil, že pokud nepojede Jungwirth, tak neodcestuje ani on. Vše se nakonec vyřešilo a odcestovali oba. Emil Zátopek tam zazářil (zlato na 5 km, 10 km a v maratonu), Jungwirth byl vyřazený v semifinále na 1500 metrů - jeho nejlepší běžecká léta měla teprve přijít. Kromě již zmíněných světových rekordů a bronzové medaile z ME 1954 byl úspěšný také na Letní olympijských hrách v roce 1956 (6. místo na 1500 m) a na Mistrovství Evropy v atletice 1958 (8. místo).  Jeho trenérem byl Ladislav Fišer.

## Vývoj výkonnosti

### 400 metrů
- 1948 - 59,5 s
- 1949 - 54,4 s
- 1950 - 52,2 s
- 1951 - 50,0 s
- 1953 - 49,4 s

### 800 metrů
- 1948 - 2:12,0 min.
- 1949 - 1:58,3 min.
- 1950 - 1:56,2 min.
- 1951 - 1:51,0 min.
- 1952 - 1:48,7 min.
- 1953 - 1:48,6 min.
- 1954 - 1:49,8 min.
- 1955 - 1:49,4 min.
- 1956 - 1:49,2 min.
- 1957 - 1:47,5 min.
- 1959 - 1:50,0 min.
- 1960 - 1:51,6 min.

### 1500 metrů
- 1948 - 4:29,0 min.
- 1949 - 4:02,6 min.
- 1950 - 3:55,8 min.
- 1951 - 3:48,8 min.
- 1952 - 3:47,2 min.
- 1953 - 3:46,2 min.
- 1954 - 3:43,4 min.
- 1955 - 3:43,8 min.
- 1956 - 3:42,4 min.
- 1957 - 3:38,1 min.
- 1958 - 3:39,0 min.
- 1959 - 3:42,4 min.
- 1960 - 3:44,1 min.